# Tatiana Iankelévitx
Tatiana Iankelévitx (rus: Татьяна Янкелевич; Sant Petersburg, Rússia, 1950) és una investigadora russa. Filla de Ielena Bónner i del seu primer marit, Ivan Semenov, és llicenciada en literatura russa per la Universitat de Moscou. El 1977 s'estableix als Estats Units amb la seva família tot fugint de les pressions del KGB. Durant els anys vuitanta i noranta, treballa com a professora d'història i literatura russes a diverses universitats nord-americanes. Així mateix, centra els seus esforços a defensar la causa del seu padrastre, escriptor i premi Nobel de la Pau l'any 1975, Andrei Sàkharov, pels Estats Units i diferents països europeus. Ha estat també editora i traductora de part de la seva obra. En l'actualitat dirigeix el programa Sàkharov de Drets Humans del Davis Center for Russian and Eurasian Studies de la Universitat Harvard, seu de l'Arxiu Andrei Sàkharov.